# BBC Earth
BBC Earth es un canal internacional de televisión en alta definición propiedad de la BBC,  que se dedica a transmitir documentales relacionados con la naturaleza. A partir del 1 de septiembre de 2015 comenzó a transmitir en Latinoamérica en inglés, con subtítulos en español y portugués. y fue cerrado el 13 de abril de 2017.

## Historia
Inicialmente la BBC Trust accedió a transmitir el canal BBC HD por un periodo de 12 meses de prueba (Public Value Test), comenzando en mayo de 2007, pero se extendió este periodo finalizando así en junio de 2008. Esto permitió que los ejecutivos de la BBC aprobaran el lanzamiento del canal en alta definición, esto anunciado por la BBC Trust.

## Presencia internacional
En septiembre de 2006 BBC Worldwide anunció que tenía planeado lanzar una versión internacional de BBC HD en un futuro cercano.
El junio de 2008 se lanzó en Australia en el sistema FOXTEL HD+; más tarde, el 15 de noviembre de 2009 fue reemplazado por UKTV HD.
En 2008, en Estados Unidos, durante una emisión de BBC World News America se anunció que BBC America HD se lanzaría ese mismo año, sin embargo no empezó transmisiones hasta el 20 de julio de 2009.
El 3 de diciembre de 2008 se lanzó en los países nórdicos, siendo el tercer canal internacional de BBC HD, después de las versiones del Reino Unido y Australia.
El 31 de agosto de 2011 comenzó transmisiones en México a través de Dish, posteriormente lo incluyó Cablevisión.
El 1 de febrero, comenzó transmisiones en Perú a través de Movistar TV.
El 28 de mayo de 2012 fue lanzado en Brasil por la disposición NET.
El 1 de abril de 2012 Cablevisión (Argentina) agrega a BBC HD a su grilla digital.
En junio de 2013 se agrega en Claro Chile.
El 13 de abril de 2017 cesó sus transmisiones solo para Latinoamérica junto con BBC Entertainment y CBeebies.